# لوکا چچین
لوکا چچین (انگلیسی: Luca Checchin؛ زادهٔ ۳ مهٔ ۱۹۹۷) بازیکن فوتبال اهل ایتالیا است.
از باشگاه‌هایی که در آن بازی کرده‌است می‌توان به باشگاه فوتبال آلساندریا، باشگاه فوتبال هلاس ورونا، و باشگاه فوتبال برشا اشاره کرد.
وی همچنین در تیم ملی فوتبال زیر ۲۰ سال ایتالیا بازی کرده‌است.